# توماس جينزبورو
توماس جينزبورو (ولد في 14 مايو 1727 (تاريخ التعميد) وتوفي في 2 أغسطس 1788) كان فنانًا إنجليزيًا بارزًا، متخصصًا في رسم البورتريه والمناظر الطبيعية، بالإضافة إلى كونه رسامًا تخطيطيًا وطابعًا.  يُعتبر من أبرز الفنانين البريطانيين في النصف الثاني من القرن الثامن عشر إلى جانب منافسه السير جوشوا رينولدز. كان يتميز بسرعة الرسم، وتتميز أعماله في مرحلة النضج باستخدام ألوان فاتحة ولمسات رسم سلسة. رغم أنه كان رسام بورتريه منتجًا للغاية، إلا أنه كان يجد متعة أكبر في رسم المناظر الطبيعية. يُعتبر هو وريتشارد ويلسون المؤسسين لمدرسة المناظر الطبيعية البريطانية في القرن الثامن عشر. كما كان جينزبورو من الأعضاء المؤسسين للأكاديمية الملكية.

## النشأة والتدريب
وُلد جينزبورو في سودبري، سوفولك، وهو الابن الأصغر لجون جينزبورو، نسّاج وصانع منتجات صوفية، وزوجته ماري، شقيقة القس هامفري بوروز. يُقال إن أحد إخوة جينزبورو، هامفري، اخترع طريقة لتكثيف البخار في وعاء منفصل، وقد كانت مفيدة جدًا لجيمس وات؛ أما أخوه الآخر، جون، فكان معروفًا بلقب "جاك المخطط" بسبب شغفه بتصميم التحف الغريبة.
قضى جينزبورو طفولته في المنزل الذي يُعرف الآن باسم "بيت جينزبورو" في شارع جينزبورو في سودبري. وعاش هناك مرة أخرى بعد وفاة والده عام 1748 وقبل انتقاله إلى إبسويتش. هذا المبنى هو الآن متحف مكرس لحياته وفنه.
منذ الصغر أظهر مهارات رائعة في الرسم والتلوين، ففي سن العاشرة كان يرسم وجوهًا ومناظر طبيعية صغيرة، بما في ذلك صورة مصغرة ذاتية. غادر جينزبورو منزله في عام 1740 ليدرس الفن في لندن، حيث تلقى تدريبه على يد النقاش هيوبرت جرافلو، ولكنه ارتبط أيضًا بويليام هوغارث ومدرسته. كما ساعد فرانشيس هايمان في تزيين صناديق العشاء في حدائق فوكسهول.

## روابط خارجية
- توماس غينزبرة على موقع الموسوعة البريطانية (الإنجليزية)
- توماس غينزبرة على موقع ميوزك برينز (الإنجليزية)
- توماس غينزبرة على موقع إن إن دي بي (الإنجليزية)
- توماس غينزبرة على موقع ديسكوغز (الإنجليزية)